# Stefan Kihlberg
Sven Stefan Torbjörn Kihlberg, född 26 augusti 1945 i Sankt Petri församling i Malmö, är en svensk före detta politiker (nydemokrat) och riksdagsledamot under mandatperioden 1991–1994 för den dåvarande valkretsen Kopparbergs län (nuvarande Dalarnas län). Under samma mandatperiod var han även ledamot av Göteborgs kommunfullmäktige.
Stefan Kihlberg var suppleant i näringsutskottet och socialutskottet samt ledamot i utbildningsutskottet. Han kommer ifrån Göteborg och var egenföretagare. Kihlberg var under en tid partisekreterare i Ny demokrati och var nära att bli partiledare men lämnade partiet i september 1994 och blev en kort period politisk vilde i riksdagen. Han blev senare medlem i kristdemokraterna, och satt i ledningen för partiets Göteborgsdistrikt. I Europaparlamentsvalet 2009 var han huvudkandidat för det paneuropeiska partiet Libertas som grundats i Irland.